# Nankun (köpinghuvudort i Kina, Hainan Sheng, lat 19,32, long 109,94)
Nankun är en köpinghuvudort i Kina. Den ligger i provinsen Hainan, i den södra delen av landet, omkring 90 kilometer sydväst om provinshuvudstaden Haikou. Antalet invånare är 29 847. Befolkningen består av 13 958 kvinnor och 15 889 män. Barn under 15 år utgör 25,0 %, vuxna 15-64 år 65 %, och äldre över 65 år 8,0 %.
Runt Nankun är det ganska tätbefolkat, med 192 invånare per kvadratkilometer. Närmaste större samhälle är Tuncheng, 17,0 km öster om Nankun. I omgivningarna runt Nankun växer i huvudsak städsegrön lövskog.
Genomsnittlig årsnederbörd är 2 654 millimeter. Den regnigaste månaden är juli, med i genomsnitt 428 mm nederbörd, och den torraste är januari, med 21 mm nederbörd.